# Kāryūn
Kāryūn (persiska: کاريون, Kāryām, Karpūn) är en ort i Iran.   Den ligger i provinsen Khorasan, i den östra delen av landet, 800 km öster om huvudstaden Teheran. Kāryūn ligger 695 meter över havet och antalet invånare är 636.
Terrängen runt Kāryūn är platt. Runt Kāryūn är det glesbefolkat, med 11 invånare per kvadratkilometer. Närmaste större samhälle är Chāh-e Zūl, 10,4 km sydost om Kāryūn. Trakten runt Kāryūn är ofruktbar med lite eller ingen växtlighet.